# Zvláštní příběh rodiny F
Zvláštní příběh rodiny F (v anglickém originále The Family Fang) je americký dramatický film z roku 2015. Režisérem filmu je Jason Bateman. Hlavní role ve filmu ztvárnili Nicole Kidman, Jason Bateman, Christopher Walken, Maryann Plunkett a Frank Harts.

## Obsazení
| Nicole Kidman      | Annie Fang          |
| Jason Bateman      | Baxter Fang         |
| Christopher Walken | Caleb Fang          |
| Maryann Plunkett   | Camille Fang        |
| Frank Harts        | strážník Dunham     |
| Taylor Rose        | Annie Fang, věk 18  |
| Mackenzie Smith    | Annie Fang, věk 13  |
| Kyle Donnery       | Baxter Fang, věk 16 |